# ゲゲゲの鬼太郎 (テレビアニメ第3シリーズ)
『ゲゲゲの鬼太郎』（ゲゲゲのきたろう）は、1985年10月12日から1988年3月21日まで、フジテレビほかで全115話が放送された、東映アニメーション制作のテレビアニメ。水木しげるの漫画『ゲゲゲの鬼太郎』を原作とする、妖怪アニメ作品のテレビシリーズとしては3シリーズ目に当たる。

## 概要
「現代社会に生きる妖怪」「人と妖怪の共存共栄」にポイントが置かれている。妖怪も悪役というより、近代化で住処を追われたり、人間やねずみ男に利用されて騒ぎを起こす例が増え、勧善懲悪な展開より人間との融和路線が多くなっているのが特徴で、和解した妖怪が後の戦いで鬼太郎側に就く例も多い。制作話数が多いため、第2シリーズ同様他の水木作品を基にしたエピソードも存在するが、大幅なアレンジを加えているため雰囲気は異なる。今作から目玉おやじの田の中勇以外のレギュラー声優陣を一新、以降のシリーズでもそれが受け継がれていく。なお、後のシリーズでは引き継がれたキャストもいる。また、本シリーズより読売広告社が制作に参加した。
前番組の『炎のアルペンローゼ』が10月5日の放送を以って打ち切られたため、10月12日に土曜18:30 - 19:00（JST）に放送スタート。
また、橋渡し的な役割としてレギュラーに人間の少女・天童ユメコを追加しているほか、鬼太郎のキャラクターもよりヒーロー的な性格を盛り込んだ人間的でポジティブなものとなっている。武器も「指鉄砲」や「リモコン手」など生体的描写の強いものは登場せず、代わりに万能アイテム「妖怪オカリナ」を登場させた（妖怪オカリナは第4シリーズにも引き継がれた）。鬼太郎ファミリーの完全確立や、それまでは第1シリーズで一度だけ登場したぬらりひょんが宿敵として一味を率いる設定は、月曜ドラマランド版から引き継がれ、本作品より定番の設定となった。
また、現在まで他の鬼太郎アニメシリーズと異なる特徴が、チャンチャンコのカラーパターンである。チャンチャンコは原作・カラーイラスト、他の映像化作品などはいずれも肩部から順に【黒・黄・黒・黄・黒】の5層なのに対し、本作のみ【黄・黒・黄・黒・黄】と逆の配列になっている。この変更の理由は、現在までいずれの書籍などで解説されたことはない。
鬼太郎とねずみ男の2名は全話登場。目玉おやじはほとんど毎回登場したが、第1シリーズ同様に原作の「幽霊電車」をベースにした第6話だけ例外的に未登場となっている。ねずみ男は本作では鬼太郎と並ぶもう一人の主人公的に鬼太郎と対を成して話に関わることが多くなった。前作でレギュラーヒロインとなったネコ娘も続投しているが、メインヒロインとしての出番はユメコの方が多く、未登場の回も多い。第1・第2シリーズ同様にほとんどの事件は各話毎に解決し、宿敵としてのぬらりひょん一味が絡むことも多いが、通常は無関係な単発の話が進行する。本作でも原作での「大海獣」と「妖怪獣」のエピソードは前・後編となった。
同番組は1988年2月6日を以って月曜19:00 - 19:30枠に移行し、『ゲゲゲの鬼太郎 地獄編』のタイトルで放送された。本枠の後番組には『おそ松くん（第2作）』が放送されていた。『ひょうきんミニ放送局』の次番組として放送スタートし、同年2月8日に『魁!!男塾』の（木曜19:00 - 19:30）のつなぎ番組を放送した関係上、番組は同年3月21日の放送分を以って事実上終了している。
融和路線ということで、アニメとしてダイナミズムが薄いエピソードもやや多いが、合間にインパクトある旧来の勧善懲悪物語を挟むなどの構成の妙や、当時の東映動画のスタッフによるダイナミックなアクション描写、子ども好みのコミカルなシーンや描写の挿入、毎回のゲスト妖怪に当時第一線のベテラン声優を投入するなどを行い、人気作となった。また本作から妖怪登場時に名前がテロップ表示されるようになった。本シリーズでは妖怪が出るアニメとしては珍しく、恐竜が登場する話もある。
歴代作品中屈指の人気作となり、最高視聴率は歴代の作品でトップである。1986年3月22日放送の29.6%が最高。ただし、放送開始の翌年に出たムック（講談社刊）掲載の水木しげるのインタビューでは「今回（第3シリーズ）は4本に1本は私でさえビックリするほど面白く原作をアレンジされてますが、2本は少し首をかしげる部分があり、1本ははっきり言って改悪です」と述べており、原作者としては一定の評価をしつつも演出や脚本に疑問も感じていて、「テーマは二の次で、とにかく面白くすることを考えながら作ってください。それが大事です。人気が出たからと油断してれば必ず落とし穴が待ってます。皆さんで真剣に面白くしようと考えて作れば、必ず良いものが生まれます」と忠告と提案もしている。このインタビューによると、水木が最も気に入ったのは第8話「だるま妖怪相談所」とのこと。なお、後半の方に登場するシーサーは、水木の母親が沖縄旅行をきっかけに考案したキャラクターが基になっている。
2007年9月19日からレンタルDVDが毎月2本（1巻4 - 5話収録）リリースされている。
2010年3月から2011年4月まで、CS放送の東映チャンネルで1回2話ずつ放送されていた。
当シリーズが放送されていたフジテレビの土曜日18時台後半は1年前の『よろしくメカドック』からローカルセールス枠に降格されており、これは2019年現在でも不変である。また当時は民放テレビ局が少なく、当時2・3局しかない地域ではクロスネットの関係から、他系列の番組をこの時間帯に放送することが多かったため、同時ネットされた系列局は少なかった。
1986年4月26日から1987年9月5日にかけての放送休止9回は、いずれもプロ野球中継によるもの。1987年9月12日・9月19日・11月28日・12月5日は過去回の再放送のため、1988年1月2日は新春特番のため休止になっている。
次回予告は鬼太郎によるナレーションで、決め台詞は「扉の向こうで何かが起こる」。1986年6月から8月にかけての夏の放送期間は、公開される劇場版に併せて挿入歌「鬼太郎音頭」のメロディがBGMとして使用された。

## キャスト
- 鬼太郎 - 戸田恵子
- 目玉おやじ - 田の中勇（第6話は未登場）
- ねずみ男 - 富山敬
- ネコ娘 - 三田ゆう子（第2話から登場）
- 児なきじじい - 永井一郎
- 砂かけばばあ - 江森浩子
- 一反もめん - 八奈見乗児
- ぬりかべ - 屋良有作
- 天童ユメコ - 色川京子（第2話から登場）
- シーサー - 山本圭子
- 油すまし - 塩屋浩三
- 呼子（山彦）[注 2] - 杉山佳寿子[注 3]
- エンマ大王 - 郷里大輔
- 地獄童子 - 堀川亮
- 鬼太郎の母 - 坪井章子
- 天童星郎 - 高坂真琴
- 天童優子 - 川浪葉子
- 天童正夫 - 佐藤正治
- 若杉先生 - 雨宮一美[注 4]
- 朱の盤 - 小林通孝
- 吸血鬼ピー - 大竹宏
- モンロー - 向井真理子
- バックベアード - 柴田秀勝
- ぬらりひょん - 青野武[注 5]

## スタッフ
- 原作：水木しげる
- 企画：清水賢治、遠藤龍之介（フジテレビ）、木村京太郎（読売広告社）
- 音楽：川崎真弘（From 竜童組）
- 製作担当：松下健吉、小塚憲夫
- キャラクターデザイン：兼森義則
- 美術デザイン：阿部泰三郎
- シリーズディレクター：葛西治、芝田浩樹
- プロデューサー：横山賢二（東映動画）
- 特殊効果：浅田三男、中島正之、熊井芳貴、榊原豊彦、朝沼清良、前田仁、真田祥子、中尾寿貴、菅谷哲美、堰合昇、平尾千秋、山本公
- 撮影：佐藤隆郎、玉川芳行、沖野雅英、森口洋輔
- 編集：花井正明、清水慎治、吉川泰弘（タバック）
- 音響効果：今野康之（スワラ）
- 録音：蔵本貞司（タバック）
- 選曲：田中英行
- 記録：竹澤裕美子、原芳子、柴八千穂、樋口裕子、塩山芳明、松原志保子
- 広報：木暮雄一（フジテレビ）
- 現像：東映化学
- アニメーション制作 - 東映動画
- 制作：フジテレビ[注 6]、読売広告社、東映

## 主題歌

### オープニングテーマ
「ゲゲゲの鬼太郎」
吉幾三（徳間ジャパン）によるオープニングテーマ。作詞は水木しげる、作曲はいずみたく、編曲は野村豊。
シングル「俺ら東京さ行ぐだ」を大ヒットさせ、当時はまだコミックソング歌手の印象が強かった吉を起用し、アップテンポなポップス調に大きくアレンジ。オープニングの映像ではねずみ男がヴォーカル、砂かけ婆がギター、子泣き爺がキーボード、ぬりかべがドラム、一反木綿が金管楽器をそれぞれ担当している。歴代のオープニングテーマで唯一、間奏部分に台詞が入る。なおシングルやサウンドトラックに収録されたテイクは、テレビサイズのものとは別のテイクである。

### エンディングテーマ
「おばけがイクゾー」
吉幾三（徳間ジャパン）によるエンディングテーマ。作詞・作曲は吉幾三、編曲は野村豊。
映像ではデフォルメされた姿で鬼太郎と濃いピンクの着物を着たネコ娘が登場、水木の妖怪画を背景に踊る。
ラストには妖怪4体の顔が突然大アップで映り、視聴者を驚かせる仕掛けが含まれている。

## 各話リスト
タイトルコールは鬼太郎役の戸田恵子が担当。
| 話数 | 放送日          | サブタイトル                  | 脚本              | 演出              | 作画監督   | 美術              |
| ---- | --------------- | ----------------------------- | ----------------- | ----------------- | ---------- | ----------------- |
| 1    | 1985年 10月12日 | 謎の妖怪城出現!!              | 星山博之          | 葛西治            | 清山滋崇   | 阿部泰三郎        |
| 2    | 10月19日        | 鏡じじい                      | 武上純希          | 芝田浩樹          | 音無竜之介 | 阿部泰三郎        |
| 3    | 10月26日        | ネコ仙人                      | 武上純希          | 棚沢隆            | 石黒育     | 阿部泰三郎        |
| 4    | 11月2日         | 妖怪ぬらりひょん              | 大橋志吉          | 今沢哲男          | 山本福雄   | 阿部泰三郎        |
| 5    | 11月9日         | ダイヤ妖怪輪入道              | 並木敏            | 葛西治            | 山口泰弘   | 阿部泰三郎        |
| 6    | 11月16日        | 地獄行! 幽霊電車!!            | 星山博之          | 石田昌久          | 柳瀬譲二   | 伊藤信治 金島邦夫 |
| 7    | 11月23日        | 子連れ妖怪磯女                | 武上純希          | 芝田浩樹          | 兼森義則   | 阿部泰三郎        |
| 8    | 11月30日        | だるま妖怪相談所              | 星山博之          | 西沢信孝          | 入好さとる | 鷲崎博            |
| 9    | 12月7日         | 不死身の妖怪水虎              | 並木敏            | 石田昌久          | 清山滋崇   | 藤田勉            |
| 10   | 12月14日        | 悪魔のメロディー・夜叉        | 武上純希          | 葛西治 棚沢隆     | 石黒育     | 伊藤信治 金島邦夫 |
| 11   | 12月21日        | 妖怪キツネ白山坊              | 大橋志吉          | 芝田浩樹          | 下田正美   | 鷲崎博            |
| 12   | 12月28日        | ざしきわらしと笠地蔵          | 星山博之          | 今沢哲男          | 山本福雄   | 藤田勉            |
| 13   | 1986年 1月4日   | おりたたみ入道                | 武上純希          | 芹川有吾          | 入好さとる | 伊藤信治 金島邦夫 |
| 14   | 1月11日         | 不老不死!? 妖怪さざえ鬼       | 武上純希          | 西沢信孝          | 兼森義則   | 鷲崎博            |
| 15   | 1月18日         | 冷凍妖怪・雪ん子              | 大橋志吉          | 小山崑 福留政彦   | 古川達也   | 藤田勉            |
| 16   | 1月25日         | 妖怪のっぺらぼう              | 星山博之          | 芝田浩樹          | 山口泰弘   | 伊藤信治 金島邦夫 |
| 17   | 2月1日          | 古代妖怪・毛羽毛現            | 大橋志吉          | 石田昌久          | 清山滋崇   | 鷲崎博            |
| 18   | 2月8日          | 妖怪天狐地底王国の逆襲        | 星山博之          | 棚沢隆            | 松本清     | 藤田勉            |
| 19   | 2月15日         | ゆめ妖怪まくらがえし          | 武上純希          | 今沢哲男          | 山本福雄   | 山本善之          |
| 20   | 2月22日         | 半魚人の恋                    | 武上純希          | 芹川有吾          | 入好さとる | 鷲崎博            |
| 21   | 3月1日          | コマ妖怪あまめはぎ            | 並木敏            | 白土武 山寺昭夫   | 清水明     | 藤田勉            |
| 22   | 3月8日          | いじわる妖怪天邪鬼            | 大橋志吉          | 芝田浩樹          | 松本朋之   | 山本善之          |
| 23   | 3月15日         | 電気妖怪かみなり              | 武上純希          | 石田昌久          | 山口泰弘   | 鷲崎博            |
| 24   | 3月22日         | 子供が消える!? 妖怪うぶめ     | 山崎晴哉          | 西沢信孝          | 清山滋崇   | 藤田勉            |
| 25   | 3月29日         | 妖怪ぶるぶる                  | 武上純希          | 棚沢隆            | 金子康良   | 山本善之          |
| 26   | 4月5日          | おばけナイター                | 星山博之          | 今沢哲男          | 山本福雄   | 鷲崎博            |
| 27   | 4月12日         | 妖怪ふくろさげ                | 大橋志吉          | 芝田浩樹          | 入好さとる | 藤田勉            |
| 28   | 4月19日         | 田を返せ!! 妖怪泥田坊         | 山崎晴哉          | 白土武 山寺昭夫   | 清水明     | 鷲崎博            |
| 29   | 5月3日          | 妖怪ひでり神                  | 武上純希          | 芹川有吾          | 松本朋之   | 伊藤雅人          |
| 30   | 5月10日         | 妖怪見上げ入道                | 星山博之          | 石田昌久          | 山口泰弘   | 藤田勉            |
| 31   | 5月17日         | オベベ沼の妖怪                | 大橋志吉          | 芝田浩樹          | 松本勝次   | 鷲崎博            |
| 32   | 5月24日         | 鬼太郎危うし! 妖怪大裁判      | 武上純希          | 明比正行          | 清山滋崇   | 藤田勉            |
| 33   | 5月31日         | 妖怪あかなめ哀しみの逆襲      | 星山博之          | 永丘昭典 今沢哲男 | 平田かほる | 鷲崎博            |
| 34   | 6月14日         | ばけ猫国道0号線               | 星山博之          | 芝田浩樹          | 入好さとる | 藤田勉            |
| 35   | 6月28日         | 妖怪赤舌の千年王国            | 大橋志吉          | 葛西治            | 松本朋之   | 鷲崎博            |
| 36   | 7月5日          | 異次元妖怪かまなり            | 武上純希          | 山寺昭夫          | 清水明     | 藤田勉            |
| 37   | 7月12日         | 妖怪おどろおどろ              | 星山博之          | 石田昌久          | 松本勝次   | 丸森俊昭          |
| 38   | 7月19日         | タタリだ〜!? 妖怪土ころび     | 大橋志吉          | 生頼昭憲          | 稲野義信   | 鷲崎博            |
| 39   | 8月2日          | 三途の川のだつえばばあ        | 武上純希          | 明比正行          | 入好さとる | 藤田勉            |
| 40   | 8月9日          | 富士山大噴火!? 妖怪大首       | 大橋志吉          | 今沢哲男          | 平田かほる | 鷲崎博            |
| 41   | 8月23日         | 激戦! 妖怪関ヶ原              | 武上純希          | 葛西治            | 清山滋崇   | 藤田勉            |
| 42   | 8月30日         | 妖怪牛鬼                      | 星山博之          | 石田昌久          | 松本朋之   | 鷲崎博            |
| 43   | 9月6日          | さら小僧妖怪歌謡大賞          | 武上純希          | 白土武            | 清水明     | 藤田勉            |
| 44   | 9月13日         | あの世からの使者 死神         | 大橋志吉          | 生頼昭憲          | 松本勝次   | 鷲崎博            |
| 45   | 9月20日         | 妖怪花を救え!!                | 星山博之          | 明比正行          | 稲野義信   | 藤田勉            |
| 46   | 9月27日         | 妖怪大統領こうもり猫          | 大橋志吉          | 葛西治            | 入好さとる | 鷲崎博            |
| 47   | 10月4日         | 妖怪のびあがりと吸血木        | 武上純希          | 今沢哲男          | 平田かほる | 藤田勉            |
| 48   | 10月11日        | 妖怪いやみ                    | 星山博之          | 石田昌久          | 松本朋之   | 鷲崎博            |
| 49   | 10月18日        | 妖怪殺人事件おんもらき        | 武上純希          | 明比正行          | 山口泰弘   | 藤田勉            |
| 50   | 10月25日        | 妖怪海座頭の怒り              | 大橋志吉          | 生頼昭憲          | 清山滋崇   | 鷲崎博            |
| 51   | 11月1日         | 世界妖怪ラリー                | 星山博之          | 白土武            | 清水明     | 藤田勉            |
| 52   | 11月8日         | 燃えるねずみ男げた合戦        | 武上純希          | 葛西治            | 入好さとる | 鷲崎博            |
| 53   | 11月15日        | 皿屋敷の妖怪モウリョウ        | 大橋志吉          | 芝田浩樹          | 松本勝次   | 藤田勉            |
| 54   | 11月22日        | 悪魔ベリアル                  | 武上純希          | 石田昌久          | 稲野義信   | 鷲崎博            |
| 55   | 11月29日        | （秘）指令!! ねずみ男は死刑だ | 星山博之          | 今沢哲男          | 平田かほる | 藤田勉            |
| 56   | 12月6日         | タヌキ軍団日本征服!!（前編）  | 星山博之          | 芹川有吾          | 松本朋之   | 鷲崎博            |
| 57   | 12月13日        | タヌキ軍団日本征服!!（後編）  | 星山博之          | 芹川有吾          | 山口泰弘   | 鷲崎博            |
| 58   | 12月20日        | 妖怪城の目目連                | 大橋志吉          | 生頼昭憲          | 清山滋崇   | 藤田勉            |
| 59   | 12月27日        | 宵待ち草の後神                | 大橋志吉          | 白土武            | 清水明     | 鷲崎博            |
| 60   | 1987年 1月3日   | 巨人妖怪ダイダラボッチ        | 星山博之          | 石田昌久          | 松本勝次   | 藤田勉            |
| 61   | 1月10日         | まぼろしの汽車                | 大橋志吉          | 葛西治            | 松本朋之   | 鷲崎博            |
| 62   | 1月17日         | 妖怪火車 逆モチ殺し!!         | 武上純希          | 明比正行          | 松本朋之   | 藤田勉            |
| 63   | 1月24日         | 悪魔ブエルとヤカンズル        | 星山博之          | 今沢哲男          | 平田かほる | 鷲崎博            |
| 64   | 1月31日         | 妖怪穴ぐら入道                | 大橋志吉          | 芹川有吾          | 柳瀬譲二   | 藤田勉            |
| 65   | 2月7日          | 妖怪百目・地獄流し            | 武上純希          | 生頼昭憲          | 山口泰弘   | 鷲崎博            |
| 66   | 2月14日         | 韓国妖怪ぬっぺらぼう          | 大橋志吉          | 山寺昭夫          | 清水明     | 藤田勉            |
| 67   | 2月21日         | 密林の大海獣                  | 星山博之          | 葛西治            | 稲野義信   | 鷲崎博            |
| 68   | 2月28日         | 大海獣怒りの逆襲              | 星山博之          | 葛西治            | 入好さとる | 鷲崎博            |
| 69   | 3月7日          | 妖怪風の又三郎                | 武上純希          | 明比正行          | 清山滋崇   | 内川文広          |
| 70   | 3月14日         | 鏡地獄! 妖怪うんがい鏡        | 武上純希          | 芹川有吾          | 松本勝次   | 藤田勉            |
| 71   | 3月21日         | 妖花の森のがしゃどくろ        | 大橋志吉          | 岡崎稔            | 平田かほる | 鷲崎博            |
| 72   | 3月28日         | ケ・け・毛! 妖怪大髪様        | 星山博之          | 石田昌久          | 松本朋之   | 藤田勉            |
| 73   | 4月4日          | シーサー登場!! 沖縄大決戦     | 武上純希          | 生頼昭憲          | 山口泰弘   | 鷲崎博            |
| 74   | 4月11日         | 妖怪万年竹                    | 星山博之          | 白土武            | 清水明     | 藤田勉            |
| 75   | 4月18日         | 妖怪小豆連合軍                | 大橋志吉          | 芝田浩樹          | 稲野義信   | 鷲崎博            |
| 76   | 4月25日         | 人喰い島と海和尚              | 武上純希          | 芹川有吾          | 柳瀬譲二   | 金島邦夫          |
| 77   | 5月2日          | 妖怪手の目と地獄の餓鬼        | 星山博之          | 明比正行          | 清山滋崇   | 鷲崎博            |
| 78   | 5月16日         | マンモスフラワーと山男        | 武上純希          | 葛西治            | 清山滋崇   | 秦秀信            |
| 79   | 5月23日         | 妖怪やまたのおろち            | 大橋志吉          | 石田昌久          | 松本朋之   | 藤田勉            |
| 80   | 5月30日         | 妖怪吹消婆プロレス地獄        | 武上純希          | 生頼昭憲          | 入好さとる | 鷲崎博            |
| 81   | 6月6日          | コンビ妖怪手長足長            | 星山博之          | 岡崎稔            | 平田かほる | 金島邦夫          |
| 82   | 6月13日         | 妖怪串刺し入道                | 大橋志吉          | 芹川有吾          | 稲野義信   | 鷲崎博            |
| 83   | 6月20日         | 雨神ユムチャック伝説          | 武上純希          | 芝田浩樹          | 松本勝次   | 藤田勉            |
| 84   | 6月27日         | 地獄一周!! 妖怪マラソン       | 星山博之          | 白土武            | 清水明     | 鷲崎博            |
| 85   | 7月4日          | 河童一族とたくろう火          | 大橋志吉          | 石田昌久          | 松本朋之   | 藤田勉            |
| 86   | 7月11日         | 妖怪香炉悪夢の軍団            | 武上純希          | 葛西治            | 清山滋崇   | 鷲崎博            |
| 87   | 7月25日         | 寄生妖怪ペナンガラン          | 星山博之          | 生頼昭憲          | 柳瀬譲二   | 藤田勉            |
| 88   | 8月1日          | 不思議な妖犬タロー            | 大橋志吉          | 芹川有吾          | 松本朋之   | 鷲崎博            |
| 89   | 8月15日         | 木の子と妖怪山天狗            | 武上純希          | 岡崎稔            | 平田かほる | 田中資幸          |
| 90   | 8月22日         | 妖精ニクスの青い涙            | 星山博之 金巻兼一 | 芝田浩樹          | 稲野義信   | 鷲崎博            |
| 91   | 8月29日         | 妖怪ハンターヒ一族!           | 武上純希          | 葛西治            | 入好さとる | 伊藤雅人          |
| 92   | 9月26日         | 人喰い家と妖怪家鳴            | 大橋志吉          | 芹川有吾          | 松本朋之   | 鷲崎博            |
| 93   | 10月3日         | 進化妖怪かぶそ                | 武上純希          | 芝田浩樹          | 山口泰弘   | 藤田勉            |
| 94   | 10月10日        | 高熱妖怪ぬけ首                | 星山博之          | 白土武            | 清水明     | 田中資幸          |
| 95   | 10月17日        | 笑い妖怪ヘンラヘラヘラ        | 大橋志吉          | 今沢哲男          | 平田かほる | 鷲崎博            |
| 96   | 10月24日        | 血戦!! 妖怪吸血軍団           | 武上純希          | 芹川有吾          | 稲野義信   | 田中資幸          |
| 97   | 10月31日        | 夫婦妖怪!? 皿数え             | 星山博之          | 石田昌久          | 松本朋之   | 鷲崎博            |
| 98   | 11月7日         | 津波妖怪猛霊はっさん          | 大橋志吉          | 山寺昭夫          | 高田耕一   | 松本健治          |
| 99   | 11月14日        | はきもの妖怪化けぞうり        | 山崎晴哉          | 芹川有吾          | 松本朋之   | 襟立智子          |
| 100  | 11月21日        | 鬼巫女の鬼太郎抹殺作戦        | 武上純希          | 今沢哲男          | 平田かほる | 金島邦夫          |
| 101  | 12月12日        | 妖怪捕物帖猫騒動              | 星山博之          | 明比正行          | 山口泰弘   | 田中資幸          |
| 102  | 12月19日        | おてんば魔女ジニヤー          | 大橋志吉          | 葛西治            | 松本朋之   | 池田祐二          |
| 103  | 12月26日        | 純愛ぬりかべとおしろい娘      | 武上純希          | 葛西治            | 新岡浩美   | 藤田勉            |
| 104  | 1988年 1月9日   | 謎の妖怪狩りツアー            | 星山博之          | 芹川有吾          | 松本朋之   | 小林祐子          |
| 105  | 1月16日         | 妖怪めんこ天狗                | 星山博之          | 白土武            | 高田耕一   | 吉田智子          |
| 106  | 1月23日         | とうふ小僧と山神              | 大橋志吉          | 芝田浩樹          | 松本朋之   | 小林祐子          |
| 107  | 1月30日         | ケムリ妖怪えんらえんら        | 武上純希          | 岡崎稔            | 宮沢康紀   | 吉田智子          |
| 108  | 2月6日          | 鬼太郎ファミリーは永遠に      | 星山博之          | 葛西治            | 新岡浩美   | 小林祐子          |

今作で初めて動画のアイキャッチが使われた。
第1話から第72話までは妖怪オカリナから鬼太郎の仲間が登場する。出てくる順番は以下の通り。
- 前半終了 - 指穴からネコ娘→砂かけ婆→子泣き爺→ねずみ男、吹き口から鬼太郎
- 後半開始 - 指穴からネコ娘→砂かけ婆→ユメコ→一反木綿[注 9]、吹き口から鬼太郎
- 後半終了 - 指穴からネコ娘→砂かけ婆→ユメコ→一反木綿、吹き口から鬼太郎とねずみ男

第73話以降はシーサーが登場したことに伴い変更された。アイキャッチでは鬼太郎、ねずみ男、シーサーが登場する。
- 前半終了 - シーサーが回転しながら鬼太郎のオカリナ剣に乗り、逆立ちして傘を差しポーズを決める
- 後半開始 - ねずみ男が回転しながら鬼太郎のオカリナ剣に乗るが、バレリーナ姿に鬼太郎はずっこける
- 後半終了 - 鬼太郎、ねずみ男、シーサーが回転しジャンプするが、着地後3人ともふらつく

第101話では江戸時代の話であることで、アイキャッチの音楽が江戸時代風になっている。

## 放送局
放送系列は放送当時、放送日時は個別に出典が提示してあるものを除き、1987年12月中旬 - 1988年1月上旬時点のものとする。
| 放送地域       | 放送局         | 放送日時 | 放送系列                                     | 備考                                                             |
| -------------- | -------------- | --- | -------------------------------------------- | ---------------------------------------------------------------- |
| 関東広域圏     | フジテレビ     | 土曜 18:30 - 19:00 | フジテレビ系列                               | 製作局                                                           |
| 北海道         | 北海道文化放送 | 土曜 18:30 - 19:00 | フジテレビ系列                               |                                                                  |
| 宮城県         | 仙台放送       | 土曜 18:30 - 19:00 | フジテレビ系列                               |                                                                  |
| 新潟県         | 新潟総合テレビ | 土曜 18:30 - 19:00 | フジテレビ系列                               | [ 注 11 ]                                                        |
| 長野県         | 長野放送       | 土曜 18:30 - 19:00 | フジテレビ系列                               |                                                                  |
| 静岡県         | テレビ静岡     | 土曜 18:30 - 19:00 | フジテレビ系列                               |                                                                  |
| 福井県         | 福井テレビ     | 土曜 18:30 - 19:00 | フジテレビ系列                               |                                                                  |
| 中京広域圏     | 東海テレビ     | 土曜 18:30 - 19:00 | フジテレビ系列                               |                                                                  |
| 近畿広域圏     | 関西テレビ     | 土曜 18:30 - 19:00 | フジテレビ系列                               |                                                                  |
| 広島県         | テレビ新広島   | 土曜 18:30 - 19:00 | フジテレビ系列                               |                                                                  |
| 福岡県         | テレビ西日本   | 土曜 18:30 - 19:00 | フジテレビ系列                               |                                                                  |
| 沖縄県         | 沖縄テレビ     | 土曜 18:30 - 19:00 | フジテレビ系列                               | 1985年11月2日放送開始。同日のみ第1話を放送、翌週から同時ネット。 |
| 長崎県         | テレビ長崎     | 土曜 18:30 - 19:00 | 日本テレビ系列 フジテレビ系列                |                                                                  |
| 鹿児島県       | 鹿児島テレビ   | 土曜 18:30 - 19:00 | 日本テレビ系列 フジテレビ系列                |                                                                  |
| 秋田県         | 秋田テレビ     | 水曜 17:00 - 17:30 → 土曜 18:30 - 19:00 | フジテレビ系列                               | [ 注 12 ]                                                        |
| 山形県         | 山形テレビ     | 木曜 17:00 - 17:30 → 木曜 16:30 - 17:00 | フジテレビ系列                               |                                                                  |
| 福島県         | 福島テレビ     | 土曜 17:30 - 18:00（第7話まで） → 土曜 17:00 - 17:30（第8話から） | フジテレビ系列                               |                                                                  |
| 富山県         | 富山テレビ     | 月曜 16:50 - 17:20（1986年3月17日まで）→ 月曜 17:30 - 18:00（1986年3月24日）→ 月曜 16:25 - 16:55（1986年3月31日から11月17日まで） → 土曜 17:30 - 18:00（1986年11月29日から）→ 土曜 17:00 - 17:30 → 土曜 17:30 - 18:00 | フジテレビ系列                               | 1985年10月14日より放送                                           |
| 石川県         | 石川テレビ     | 土曜 16:55 - 17:25 | フジテレビ系列                               |                                                                  |
| 島根県・鳥取県 | 山陰中央テレビ | 金曜 17:00 - 17:30 → 金曜 16:00 - 16:30 | フジテレビ系列                               |                                                                  |
| 岡山県・香川県 | 岡山放送       | 土曜 17:30 - 18:00 | フジテレビ系列                               | [ 注 13 ]                                                        |
| 愛媛県         | 愛媛放送       | 火曜 17:25 - 17:55 → 火曜 16:30 - 17:00 | フジテレビ系列                               | [ 注 14 ]                                                        |
| 岩手県         | 岩手放送       | 月曜 16:35 - 17:05 → 火曜 19:00 - 19:30 | TBS系列                                      | [ 注 15 ]                                                        |
| 山口県         | テレビ山口     | 火曜 17:00 - 17:30 | TBS系列                                      | [ 注 16 ]                                                        |
| 山梨県         | 山梨放送       | 月曜 17:00 - 17:30 → 月曜 17:30 - 18:00 | 日本テレビ系列                               |                                                                  |
| 徳島県         | 四国放送       | 水曜 17:00 - 17:30 | 日本テレビ系列                               |                                                                  |
| 高知県         | 高知放送       | 水曜 16:55 - 17:25 → 水曜 16:00 - 16:30 → 水曜 16:30 - 17:00 | 日本テレビ系列                               |                                                                  |
| 青森県         | 青森放送       | 木曜 17:30 - 18:00 | 日本テレビ系列 テレビ朝日系列                |                                                                  |
| 熊本県         | テレビ熊本     | 木曜 16:30 - 17:00 | フジテレビ系列 テレビ朝日系列                |                                                                  |
| 大分県         | テレビ大分     | 月曜 16:30 - 17:00 | 日本テレビ系列 フジテレビ系列 テレビ朝日系列 |                                                                  |
| 宮崎県         | テレビ宮崎     | 火曜 16:30 - 17:00 | 日本テレビ系列 フジテレビ系列 テレビ朝日系列 |                                                                  |

## 映画
- ゲゲゲの鬼太郎（1985年12月21日）
- ゲゲゲの鬼太郎 妖怪大戦争（1986年3月15日）
- ゲゲゲの鬼太郎 最強妖怪軍団!日本上陸!!（1986年7月12日）
- ゲゲゲの鬼太郎 激突!!異次元妖怪の大反乱（1986年12月20日）

## 補足
第3作はその後、1998年3月から6月までフジテレビ系列（一部を除く）の火曜19:00 - 19:30で再放送された。同枠はかつて、『まんが名作劇場 サザエさん』が放送されていた。次番組は『怪奇倶楽部』（『木曜の怪談』からの抜粋）の再放送となったため、1975年4月開始の『サザエさん』以来23年3か月続いたアニメ再放送枠は、当番組が最後となった。同時に、この枠でアニメが放送されたのもこれが最後である。

## 地獄編
1988年に、第3シリーズが108話で一旦本編の最終回となり、その後日譚として全7回の連続物語形式で描かれたのがこの「地獄編」で、3作目の実質的な最終章である。ねずみ男が掘り出した奇妙な枕の魔力で生きたまま地獄へ落とされてしまったユメコを追って、地獄へと向かった鬼太郎一行の活躍に、新キャラクター・地獄童子の登場や宿敵ぬらりひょんとの決着を織り交ぜて描いた、冒険物語風のストーリー。
原作は1987年に、『月刊少年マガジン』に連載された全4話のミニシリーズ「鬼太郎地獄編」である。この原作と同じく設定が改変されており、鬼太郎の母親は人間となり、妖怪と結ばれた罰として地獄に落とされ、鬼太郎も完全に半妖怪とされている（本編の段階では純粋な妖怪とされていた）。さらに一度もアニメ化されたことのなかった「鬼太郎誕生のエピソード」を、目玉おやじへの変化描写もマイルド化するなど、大幅にアレンジしながらも織り込んでいる。
本編とは時間帯が移動して放送され、キー局であるフジテレビでは月曜19時からだった。なお、19時台で放送されるのは第2シリーズ以来にして、現在のところ最後である。一部地域では本編のみの108話までで放送が終了しており、「地獄編」が放送されないまま現在に至っている。2017年から2018年にかけて行われたアニマックスでの再放送は地獄編含めた全話放映が実現している。
また、第2シリーズと同様、本放送中に再放送を4回挿入しており、実際の放送週数はさらに多い。「地獄編」から後日談的なストーリーが1993年のスーパーファミコンソフト『復活! 天魔大王』で描かれている。第3シリーズは放送話数が多いため、第41話以降に未ビデオ化エピソードが多かったが、2006年3月15日発売のDVD-BOXに「地獄編」も含む全115話が収録された。

### スタッフ（地獄編）
- 企画：清水賢治（フジテレビ）
- 協力プロデューサー：木村京太郎（読売広告社）
- 原作：水木しげる
- 音楽：川崎真弘（From 竜童組）
- 製作担当：小塚憲夫
- キャラクターデザイン：兼森義則
- 美術デザイン：阿部泰三郎
- シリーズディレクター：葛西治、芝田浩樹
- プロデューサー：横山賢二（東映動画）
- 特殊効果：中島正之
- 撮影：佐藤隆郎
- 編集：清水慎治、吉川泰弘、福光伸一（タバック）
- 録音：蔵本貞司（タバック）
- 効果：今野康之（スワラ）
- 選曲：田中英行
- 記録：岡本洋子、塩山芳明
- 広報：小暮雄一
- 現像：東映化学
- 制作：フジテレビ、読売広告社、東映

### 各話リスト（地獄編）
タイトルコールは鬼太郎役の戸田恵子。
| 話数   | 放送日        | サブタイトル          | 脚本     | 演出     | 作画監督            | 美術            |
| ------ | ------------- | --------------------- | -------- | -------- | ------------------- | --------------- |
| 1(109) | 1988年 2月8日 | 母を求めて地獄旅      | 武上純希 | 芝田浩樹 | 松本朋之            | 吉田智子        |
| 2(110) | 2月15日       | 血戦三途の川          | 武上純希 | 葛西治   | 入好さとる          | 金島邦夫 脇威志 |
| 3(111) | 2月22日       | 鬼太郎VS地獄童子      | 武上純希 | 岡崎稔   | 宮沢康紀            | 藤田勉          |
| 4(112) | 2月29日       | 二大妖怪の罠          | 大橋志吉 | 白土武   | 高田耕一            | 金島邦夫        |
| 5(113) | 3月7日        | 地獄武者の処刑作戦!!  | 武上純希 | 芹川有吾 | 松本朋之            | 丸森俊昭        |
| 6(114) | 3月14日       | 血の池妖怪 ヌルリ坊   | 武上純希 | 芝田浩樹 | 西城隆詞            | 田中資幸        |
| 7(115) | 3月21日       | 鬼太郎 最後の出会い!! | 武上純希 | 葛西治   | 入好さとる 新岡浩美 | 金島邦夫        |

地獄編でのアイキャッチ
- 前半終了 - 鬼太郎とぬらりひょんがシーソーで遊び、ぬらりひょん側に朱の盆、次いで鬼太郎側にぬりかべが加わって形勢逆転する。
- 後半開始 - ぬらりひょんがもぐらたたきをしており、ねずみ男、シーサー、子泣き爺が顔を出して引っ込める。最後に鬼太郎が出てきて、ぬらりひょんの顎にぶつかる。
- 後半終了 - 中心にユメコが立っているが、右からねずみ男、左から花束を持った朱の盆が接近するとぬらりひょんに変わる。

### 補足（地獄編）
「地獄編」が終了して9か月後の1988年12月31日には、アニメ生誕20年記念として、大晦日特別番組『大晦日ゲゲゲの鬼太郎 電リク生放送 生誕20周年SP』を6:45 - 11:55枠で生放送された（8:30 - 10:00は『土曜大好き!830』のため中断）。内容は「鬼太郎の能力」・「鬼太郎ファミリーの秘密」・「妖怪超能力十番勝負」など。これが好評だったこともあり、第3シリーズ終了後もアニメ再開を望むファンの声は多く、終了2年後の1990年からは、『コミックボンボン』で「鬼太郎国盗り物語」の連載が始まり、1992年から『デラックスボンボン』（講談社）へ掲載誌を移行。地上侵略を狙う地下帝国ムーとの戦いを描いており、勧善懲悪のわかりやすいストーリーながら、当時のバブル時代の社会風刺を上手くからめた作品となった。これを機にボンボン版を基にした「地獄編」最終回からの後日譚・第3シリーズの更なる続編的位置づけとしての4度目のアニメ化の話が制作側でも持ち上がり、その企画前提で『テレビマガジン』（講談社）でも特集や絵物語の連載が始まったが、諸般の事情により即アニメ化の実現には至らず、ひとまず保留状態のまま流れた。その後アニメ化は、それから約4年が経過した1996年に再度リメイクした第4シリーズとして新しく始まることとなった。

## 商品情報

### VHS
- TV放送版

ビデオは各4話、話数順に収録し、10巻まで発売されていた。予告編は次巻に本編が収録された分を収録（2 - 4話の予告は未収録、10巻には41 - 44話の予告を収録）。
- 劇場版
  - ゲゲゲの鬼太郎
  - ゲゲゲの鬼太郎 妖怪大戦争
  - ゲゲゲの鬼太郎 最強妖怪軍団！ 日本上陸!!
  - ゲゲゲの鬼太郎 激突!! 異次元妖怪の大反乱
- ヒーロークラブ（編集版ビデオ・販売のみ） 「鬼太郎VS八百八狸 日本征服」

### DVD
販売元：ポニーキャニオン、発売元：東映アニメーション、フジテレビジョン
レンタルDVDは2007年9月19日からレンタル開始。
| ゲゲゲの鬼太郎 80's | ゲゲゲの鬼太郎 80's | ゲゲゲの鬼太郎 80's | ゲゲゲの鬼太郎 80's         |
| 巻数                | 発売日              | 品番                | 収録話                      |
| ------------------- | ------------------- | ------------------- | --------------------------- |
| 1                   | 2008年5月30日       | PCBE-52933          | 第1話 - 第6話               |
| 2                   | 2008年6月27日       | PCBE-52934          | 第7話 - 第12話              |
| 3                   | 2008年7月25日       | PCBE-52935          | 第13話 - 第18話             |
| 4                   | 2008年8月29日       | PCBE-52936          | 第19話 - 第24話             |
| 5                   | 2008年9月17日       | PCBE-52937          | 第25話 - 第30話             |
| 6                   | 2008年10月31日      | PCBE-52938          | 第31話 - 第36話             |
| 7                   | 2008年11月28日      | PCBE-52939          | 第37話 - 第42話             |
| 8                   | 2008年12月26日      | PCBE-52940          | 第43話 - 第48話             |
| 9                   | 2009年1月30日       | PCBE-52941          | 第49話 - 第54話             |
| 10                  | 2009年2月27日       | PCBE-52942          | 第55話 - 第60話             |
| 11                  | 2009年3月18日       | PCBE-52943          | 第61話 - 第66話             |
| 12                  | 2009年4月24日       | PCBE-52944          | 第67話 - 第72話             |
| 13                  | 2009年5月29日       | PCBE-52945          | 第73話 - 第78話             |
| 14                  | 2009年6月26日       | PCBE-52946          | 第79話 - 第84話             |
| 15                  | 2009年7月24日       | PCBE-52947          | 第85話 - 第90話             |
| 16                  | 2009年8月28日       | PCBE-52948          | 第91話 - 第96話             |
| 17                  | 2009年9月16日       | PCBE-52949          | 第97話 - 第102話            |
| 18                  | 2009年10月30日      | PCBE-52950          | 第103話 - 第108話           |
| 19                  | 2009年11月27日      | PCBE-52951          | 第109話 - 第112話（地獄編） |
| 20                  | 2009年12月25日      | PCBE-52952          | 第113話 - 第115話（地獄編） |

BOX
BD-BOXの販売・発売元はフロンティアワークス。
| タイトル                                  | 発売日        | 品番                        | 収録話                       |
| ----------------------------------------- | ------------- | --------------------------- | ---------------------------- |
| ゲゲゲの鬼太郎1985 DVD-BOX ゲゲゲBOX 80's | 2006年3月15日 | PCBE-61884 完全予約限定生産 | 地獄編を含む全115話          |
| 「ゲゲゲの鬼太郎」80's BD-BOX 上巻        | 2018年7月25日 | FFXC-9010                   | 第1話 - 第59話               |
| 「ゲゲゲの鬼太郎」80's BD-BOX 下巻        | 2018年8月24日 | FFXC-9011                   | 第60話 - 第108話 地獄編全7話 |

劇場版
| ゲゲゲの鬼太郎 THE MOVIES | ゲゲゲの鬼太郎 THE MOVIES | ゲゲゲの鬼太郎 THE MOVIES | ゲゲゲの鬼太郎 THE MOVIES                                                                         |
| 巻数                      | 発売日                    | 品番                      | 収録話                                                                                            |
| ------------------------- | ------------------------- | ------------------------- | ------------------------------------------------------------------------------------------------- |
| 1                         | 2009年6月21日             | DSTD-02751                | - ゲゲゲの鬼太郎 - ゲゲゲの鬼太郎 妖怪大戦争                                                      |
| 2                         | 2009年7月21日             | DSTD-02752                | - ゲゲゲの鬼太郎 最強妖怪軍団!日本上陸!! - ゲゲゲの鬼太郎 激突!!異次元妖怪の大反乱                |
| 3                         | 2009年8月7日              | DSTD-02753                | - ゲゲゲの鬼太郎 大海獣 - ゲゲゲの鬼太郎 おばけナイター - ゲゲゲの鬼太郎 妖怪特急! まぼろしの汽車 |

| タイトル                                          | 発売日       | 品番                    | 収録話 |
| ------------------------------------------------- | ------------ | ----------------------- | --- |
| ゲゲゲの鬼太郎 劇場版DVD-BOX ゲゲゲBOX THE MOVIES | 2007年8月3日 | DSTD-02729 初回生産限定 | - ゲゲゲの鬼太郎 - ゲゲゲの鬼太郎 妖怪大戦争 - ゲゲゲの鬼太郎 最強妖怪軍団!日本上陸!! - ゲゲゲの鬼太郎 激突!!異次元妖怪の大反乱 - ゲゲゲの鬼太郎 大海獣 - ゲゲゲの鬼太郎 おばけナイター - ゲゲゲの鬼太郎 妖怪特急！まぼろしの汽車 |

### CD
発売元はすべて徳間ジャパン。以下4タイトルとも2000年12月21日に再発売されている。なお、主題歌を収録したシングルはレコードのみの発売だった。
- ゲゲゲの鬼太郎 音楽編 VOL.1（1985年12月21日発売、品番：32ATC-107、再盤：TKCA-72052）
番組主題歌・エンディング（ともにフルコーラスで収録）、BGMなどを収録。
- ゲゲゲの鬼太郎 音楽編 VOL.2（1986年7月25日発売、品番：32ATC-114、再盤：TKCA-72053）
番組主題歌（TVサイズ・ただしバージョン違い）、BGMなどを収録。
- ゲゲゲの鬼太郎 映画音楽編 VOL.3（1986年9月25日発売、品番：32ATC-117、再盤：TKCA-72054）
当時公開された映画版のBGMなどを収録。
- ゲゲゲの鬼太郎 テーマ曲集「燃えろ！鬼太郎」（1986年10月25日発売、品番：32ATC-119、再盤：TKCA-72055）
登場するキャラクターのテーマ曲集。

### オムニバス
- テレビアニメ版 ゲゲゲの鬼太郎テーマコレクション（2007年9月26日発売、品番：NECA-30203）
第1シリーズから第5シリーズ第26話までの各主題歌を収録。第1、第2シリーズの曲はTVサイズでの収録（ただし、歌詞はフルサイズで掲載されている）で、「鬼太郎オリンピック」は未収録。発売元はインデックスミュージック。
- ゲゲゲの鬼太郎 歴代主題歌集（2019年3月20日発売、品番：COCX-40763）
第1シリーズから第6シリーズのオープニング主題歌や、カヴァー・ヴァージョンなどを収録。発売元は日本コロムビア。